# Хоумтаун (Илиноис)
Хоумтаун (енгл. Hometown) град је у америчкој савезној држави Илиноис. По попису становништва из 2010. у њему је живело 4.349 становника.

## Демографија
Према попису становништва из 2010. у граду је живело 4.349 становника, што је 118 (2,6%) становника мање него 2000. године.
| Група             | 2000.         | 2010.         |
| Белци             | 4.234 (94,8%) | 3.665 (84,3%) |
| Афроамериканци    | 0 (0,0%)      | 40 (0,9%)     |
| Азијати           | 13 (0,3%)     | 18 (0,4%)     |
| Хиспаноамериканци | 171 (3,8%)    | 588 (13,5%)   |
| Укупно            | 4.467         | 4.349         |